# Stenörarna, Karleby
Stenörarna är en ö i Finland. Den ligger i sjön Larsmosjön och i kommunen Karleby i den ekonomiska regionen  Karleby  och landskapet Mellersta Österbotten, i den centrala delen av landet, 400 km norr om huvudstaden Helsingfors. Öns area är 14,8 hektar och dess största längd är 0,7 kilometer i sydöst-nordvästlig riktning. I omgivningarna runt Stenörarna växer i huvudsak blandskog.